# Lionardo Salviati
Lionardo Salviati (Firenze, 27 giugno 1539 – Firenze, 12 luglio 1589) è stato un umanista, filologo e scrittore italiano.

## Biografia
Nato nella famiglia di nobili e cardinali dei Salviati, fu tra i principali promotori della fondazione dell'Accademia della Crusca nel 1582. Fece parte degli accademici col nome di Infarinato e contribuì attivamente alla stesura del Vocabolario fino alla sua morte (verrà poi pubblicato nel 1612).
Con l'Orazione in lode della fiorentina lingua (1564) cercò di conciliare la presenza di differenze tra la lingua parlata e quella letteraria, sostenendo che col tempo essa subisce dei necessari sviluppi. In studi successivi, invece, forse spinto dalle sue stesse ambizioni di scrittore dall'eloquenza tradizionale, sostenne con la sua autorità la lingua letteraria trecentesca. Dopo aver curato un'edizione censurata (la famosa 'rassettatura') del Decameron nel 1582, espose ampiamente queste sue rinnovate teorie linguistiche negli Avvertimenti della lingua sopra 'l Decameron, pubblicati tra il 1584 e il 1586.
Sostenne sempre le sue idee con un apporto filologico notevole, come dimostra la sua opera di aggiustamento sul Decameron, oppure la critica minuta dell'Infarinato primo (1585) e dell'Infarinato secondo (1588) coi quali stroncò la Gerusalemme liberata di Torquato Tasso, difendendo la preminenza linguistica del fiorentino rispetto alle scelte linguistiche dell'autore. Si può dire che fu in larga parte responsabile dell'indirizzo classico e purista dell'Accademia della Crusca.

## Salviati censore

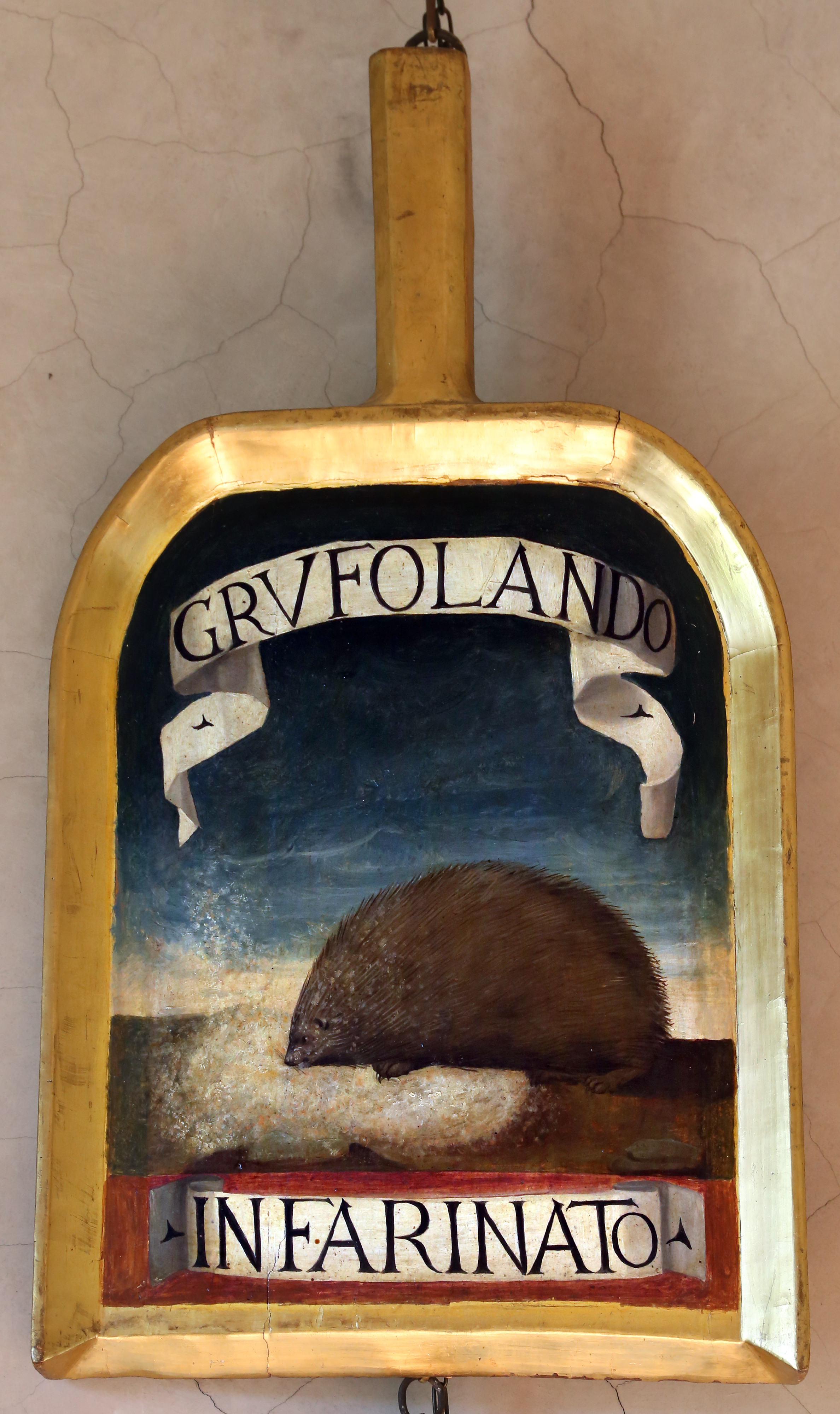
La pala di Leonardo Salviati (Infarinato) all'Accademia della Crusca

L'origine della revisione del Decameron fatta da Salviati nel 1582 andrebbe attribuita alla Chiesa nella persona del pontefice Sisto V, insoddisfatto della correzione del 1573 di Vincenzo Borghini e i suoi collaboratori. Ma sono stati fatti degli errori cronologici piuttosto grossolani, dato che Sisto V fu papa solo a partire dal 1585: dunque la correzione fu promossa, eseguita e stampata interamente durante il pontificato di papa Gregorio XIII, sotto il quale del resto era anche stata ultimata l'edizione di Borghini.
Secondo un'altra ipotesi il Granduca di Toscana Francesco I de' Medici avrebbe commissionato a Salviati la nuova revisione del Decameron perché condivideva l'opinione generale della curia pontificia, circa l'insufficiente controllo sul buon costume esercitato da Borghini. Ma quello stesso granduca, che aveva implorato mitezza in favore del Boccaccio, avrebbe poi improvvisamente commissionato al Salviati una vigilanza drasticamente morale sul Decameron?
L'iniziativa quindi non fu del Papa ne tanto meno del Granduca, ma dello stesso Salviati, il quale, tramite il suo protettore Jacopo Buoncompagni, spinse la Curia romana a chiedere una nuova censura del Decameron.
Il procedimento ampiamente utilizzato da Salviati nella sua espurgazione è quello della modifica. Non si limita a tagliare il testo, lo modifica e fa ricorso a glosse marginali, per svolgere apertamente una funzione di mediazione fra il testo e il lettore, per dare un'interpretazione univoca.
Le novelle modificate da Salviati risultano essere 52, mentre quelle rimaste intatte 48. Il nuovo Decameron uscì nell'agosto del 1582 a Venezia e conobbe molte altre edizioni.

## Altre opere
Altre opere letterarie da segnalare sono:
- Lezioni sopra il sonetto del Petrarca "Poiché voi" (1575)
- Il granchio, commedia di notevole successo (1566)
- La spina, altra commedia di pari consenso (1570)
- Compose anche alcune Rime.